# 三類境
三類境，佛教唯識宗術語，指「性境」、「獨境」、「帶質境」三種認識的對象。
唯識說對於認識的對象，就其性質的不同，分為性境、獨境和帶質境。這都是由八識所變現的「相分」（認識對象），性境是由實際的「種子」而生，而有實性；獨影境則是能緣的「見分」（認識主體）由顛倒之見而假現的東西；帶質境則是介乎以上兩者之間的東西，是依實際的本質與非實的妄情而現的一種相分。